# Lý Anh Tông
Lý Anh Tông (chữ Hán: 李英宗 tháng 4 năm 1136 - 14 tháng 8 năm 1175) là vị hoàng đế thứ sáu của nhà Lý trong lịch sử Việt Nam, trị vì từ năm 1138 tới năm 1175, tổng cộng 37 năm.
Vua Anh Tông tên thật là Lý Thiên Tộ, con thứ của vua Lý Thần Tông. Năm 1138, vua Thần Tông mất sớm, nên thái tử Thiên Tộ mới 3 tuổi đã lên ngôi, lấy hiệu là Anh Tông. Mẹ ông là Thái hậu họ Lê được tôn làm nhiếp chính. Nhưng bản thân thái hậu lại dựa vào Thái úy Đỗ Anh Vũ, một đại thần chuyên quyền, khiến nhiều quan lại căm ghét. Năm 1150, một số tôn thất và quan viên làm binh biến bắt Đỗ Anh Vũ, nhưng thái hậu gây sức ép buộc nhà vua phục chức cho ông ta. Ngay sau đó, Đỗ Anh Vũ mở đường tổ chức các cuộc thanh trừng đẫm máu đối với những người chống đối. Kể cả khi vua Anh Tông đã trưởng thành, Đỗ Anh Vũ vẫn nắm đại quyền trong triều.
Năm 1158, Đỗ Anh Vũ chết, vua Anh Tông phong Tô Hiến Thành làm thái úy. Tô Hiến Thành giúp Anh Tông rất đắc lực; tiến hành đem quân đi tuần nơi biên giới, đánh quân Chiêm Thành, Ngưu Hống, ngăn Ai Lao xâm nhập biên cương phía tây. Vua Anh Tông còn đích thân vi hành khắp các xứ, biết sự đau khổ của dân gian cũng như đường đi xa gần.
Nhà vua đặt ra Xạ Đình, sai các quan võ hàng ngày luyện tập binh pháp. Cuối đời, vua Anh Tông lập hoàng tử thứ 6 là Lý Long Trát làm thái tử, vì con trưởng là Lý Long Xưởng ve vãn cung nữ của cha. Khi vua Anh Tông chết năm 1175, Long Trát lên ngôi khi mới 2 tuổi, tức vua Lý Cao Tông.

## Thân thế
Ông tên thật là Lý Thiên Tộ (李天祚), sinh tháng 4 năm Bính Thìn (1136) tại kinh đô Thăng Long (Hà Nội), là con trai thứ hai của Lý Thần Tông, mẹ là Cảm Thánh Phu nhân Lê thị, xuất thân từ dòng họ Lê ở châu Chân Đăng.
Năm 1138, tháng 9, Thần Tông Hoàng đế bệnh nặng. Cảm Thánh Phu nhân cùng hai vị phu nhân là Nhật Phụng Phu nhân và Phụng Thánh Phu nhân đút lót Tham tri chính sự Từ Văn Thông, và dặn rằng: "Nếu có vâng mệnh vua thảo di chiếu thì chớ nên bỏ lời của ba phu nhân". Văn Thông nhận lời. Khi Thần Tông ốm nặng, sai soạn di chiếu, Văn Thông chần chừ không viết.
Ba phu nhân vào khóc lóc, nói rằng: "Bọn thiếp nghe người xưa lập con nối thì lập con đích chứ không lập con thứ; Thiên Lộc là con nàng hầu yêu, nếu cho nối ngôi thì ả mẫu thân lại sinh lòng ghen ghét tất tiếm lấn, làm hại mẹ con thần thiếp. Như thế chúng thiếp làm thế nào được?"
Thần Tông Hoàng đế cho là phải, xuống chiếu rằng: "Hoàng tử Thiên Tộ tuy tuổi còn thơ ấu, nhưng là con đích, thiên hạ đều biết, nên cho nối nghiệp của trẫm, còn Thái tử Thiên Lộc thì phong làm Minh Đạo vương".
Theo nghiên cứu của các nhà sử học Hàn Quốc và Việt Nam, khi Lý Thần Tông qua đời, Thái tử Lý Thiên Tộ mới 3 tuổi, triều thần muốn tôn Kiến Hải vương Lý Dương Côn, một người con nuôi khác của Lý Nhân Tông, vốn là con đẻ của Thành Quảng hầu. Nhưng lúc đó, mẹ Thái tử Lý Thiên Tộ là Cảm Thánh Phu nhân dựa vào Đỗ Anh Vũ là người nắm binh quyền, đã loại hết các địch thủ của Thiên Tộ, nên ông được đưa lên ngôi.
Ngày 26 tháng 9 năm đó, Thần Tông Hoàng đế băng hà. Con trai là Thái tử Thiên Tộ kế vị, tức là Lý Anh Tông. Cảm Thánh Phu nhân được tôn làm Hoàng thái hậu, tôn hiệu là Hiến Chí Hoàng thái hậu (憲至皇太后), ở Quảng Từ cung (瀇慈宮).

## Trị vì
Lý Anh Tông lên kế vị khi mới 3 tuổi, Lê Thái hậu có quyền nghe việc chính sự. Theo đó, Đỗ Anh Vũ do là em trai của Chiêu Hiến Hoàng thái hậu Đỗ thị nên được Lê Thái hậu phong làm Phụ quốc Thái úy, kiêm thêm Cung điện Lệnh tri Nội ngoại sư, nắm quyền quyết đoán mọi việc.
Theo ĐVSKTT, trong cung Lê Thái hậu khi đó lại tư thông với Đỗ Anh Vũ, khiến triều đình bất bình. Bên cạnh đó, Anh Vũ còn sai vợ là Tô phu nhân ra vào cung cấm hầu hạ Đỗ Thái hậu, do đó mà Anh Vũ mặc nhiên qua lại với Lê Thái hậu, nhân thế lại càng kiêu rông, ở triều đình thì khoát tay lớn tiếng, sai bảo quan lại thì hất hàm ra hiệu, mọi người đều liếc nhau nhưng không ai dám nói.

### Loạn Thân Lợi
Người thầy bói Thân Lợi tự xưng là con của Lý Nhân Tông, đem đồ đảng theo đường thủy đến châu Thái Nguyên, từ châu Tây Nông kéo ra, qua châu Lục Lệnh, vào chiếm châu Thượng Nguyên và châu Hạ Nông, thu nạp những kẻ trốn tránh, chiêu mộ thổ binh, có đến hơn 800 người, cùng mưu làm loạn.
Năm 1141, mùa xuân, tháng giêng, Thân Lợi tiếm xưng là Bình Vương, lập vợ cả, vợ lẽ làm Vương hậu và Phu nhân, con làm Vương hầu, cho đồ đảng quan tước theo thứ bậc khác nhau. Khi ấy đồ đảng của Thân Lợi chỉ hơn nghìn người, đi đến đâu nói phao là Lợi giỏi binh thuật để hiếp chế người miền biên giới. Người các khe động dọc biên giới đều khiếp sợ, không dám chống lại.
Tháng 2, Anh Tông sai Gián nghị đại phu Lưu Vũ Nhĩ và Thái phó là Hứa Viêm theo 2 đường thủy bộ tiến đánh Thân Lợi, bị thua to, tướng sĩ chết đến quá nửa, phải rút về. Nhân đó, Thân Lợi đánh chiếm thêm Tuyên Hóa, Cảm Hóa, Vĩnh Thông, Phú Lương, Lợi chiếm giữ phủ trị, ngày đêm hợp bè đảng mưu cướp kinh sư. Khi đó, Anh Tông phái Đỗ Anh Vũ đem quân chặn đánh, cuộc chiến diễn ra khốc liệt, quân của Lợi thua, chết không kể xiết. Anh Vũ sai chém lấy đầu.
Tháng 10, Anh Tông lại sai Đỗ Anh Vũ đi đánh châu Lục Lệnh, bắt được bọn bè đảng của Lợi hơn 2.000 người. Lợi trốn sang châu Lạng, Thái phó Tô Hiến Thành bắt được Lợi, giao cho Anh Vũ đóng củi giải về kinh sư. Sai Lý Nghĩa Lâm chiêu tập vỗ yên dư đảng của Lợi. Anh Tông xuống chiếu cho quan Đình úy xét tội Lợi. Án xét xong, Anh Tông ngự Thiên khánh điện xử tội Lợi và bọn đồng mưu 20 người, đều xử trảm, những kẻ còn lại đều theo tội nặng nhẹ mà xử, tha cho những kẻ vì ép buộc mà phải theo.

### Loạn Đỗ Anh Vũ
Năm 1150 Anh Tông Hoàng đế đã lên 14 tuổi nhưng Đỗ Anh Vũ vẫn dựa vào Lê Thái hậu mà chuyên quyền. Chướng mắt quyền thế của họ Đỗ, tướng Vũ Cát Đái và một số người trong hoàng tộc như Phò mã Dương Tự Minh và Trí Minh vương đã mang quân bắt giữ, tạo ra binh biến chấn động. Bọn họ hô to rằng: "Anh Vũ ra vào cấm đình, làm nhiều đều ô uế, tiếng xấu đồn ra ngoài, không tội gì to bằng. Bọn thần xin sớm trừ đi, khỏi để mối lo về sau". Bọn họ dùng binh bắt Anh Vũ trói giam ở hành lang Tả Hưng Thánh, giao cho Đình úy tra xét.
Lê Thái hậu buồn rầu, dùng vàng đút lót cho Vũ Đái và các người canh giữ, do đó Vũ Đái không giết Anh Vũ. Anh Tông theo lời nghị tội của các quan, ra chiếu giáng Anh Vũ làm Cảo điền nhi, đi cày ruộng công.
Thái hậu lo buồn, cố nghĩ làm thế nào để phục hồi chức nhiệm cho Anh Vũ, mới nhiều lần mở hội lớn để xá cho tội nhân, mong Anh Vũ được dự vào đấy. Anh Vũ được mấy lần xá tội, lại làm Thái úy phụ chính như cũ, càng được yêu dùng hơn, do đấy chuyên làm oai, làm phúc, sinh sát mà lòng báo thù lúc nào cũng tỏ rõ, còn sợ rằng bọn quân lại đi bắt bớ phần nhiều không được như ý, mới dâng hơn một trăm người thủ hạ để làm đô Phụng quốc vệ, người nào phạm tội đều giao cho đô Phụng quốc vệ đi bắt.
Sau đó, Đỗ Anh Vũ mật tâu với Anh Tông rằng: "Trước kia bọn Vũ Đái tự tiện đem cấm quân xông vào cung đình, tội ấy không gì to bằng, nếu không sớm trừng trị, sợ một ngày kia sinh biến, không thể lường được".
Anh Tông thế cô, bèn chuẩn tâu. Anh Vũ sai đô Phụng quốc vệ đi bắt bọn Vũ Đái giam vào ngục để trị tội. Hạ chiếu giáng Trí Minh vương xuống tước hầu, Bảo Ninh hầu xuống tước Minh tự, Bảo Thắng hầu xuống tước Phụng chức, Nội thị là bọn Đỗ Ất 5 người bị "cưỡi ngựa gỗ", bọn Hỏa đầu đô Ngọc Giai là Đồng Lợi 8 người bị chém ở chợ Tây Giai, bọn Điện tiền Đô chỉ huy Vũ Đái 20 người chém bêu đầu ở các bến sông, bọn Phò mã lang Dương Tự Minh 30 người bị tội lưu ở nơi xa độc, những người dự mưu đều bị tội đồ làm điền hoành, khao giáp.
| “                        | Đỗ Anh Vũ ra vào cấm đình, tư thông với mẫu hậu, không tội gì to bằng. Bọn Vũ Đái nên tâu bày gian trạng rồi bắt giam vào ngục mà giết đi là phải. Nay lại đem quân đột nhập cửa Việt Thành, hiếp vua nhỏ tuổi, ép lấy chiếu chỉ. Đến khi bắt được Anh Vũ rồi, lại nhận vàng của thái hậu mà không nghe lời nói của Nguyễn Dương, đến sau rốt cuộc bị Anh Vũ giết, liên lụy đến mấy mươi người, thế là nuôi hổ để họa về sau vậy. | ” |
| — Sử thần Lê Văn Hưu bàn | |   |

### Thân chính
Năm 1158, Đỗ Anh Vũ chết, Lê Thái hậu trao lại quyền hành và về ở cung riêng. Từ đó, Anh Tông chính thức nắm lại mọi quyền vị, dựa vào Tô Hiến Thành và những hiền thần khác như Hoàng Nghĩa Hiền, Lý Công Tín để tiến hành thân chính. Tô Hiến Thành giúp Anh Tông đánh đông dẹp bắc, giữ cho nước được yên mà còn luyện tập quân lính kén chọn những người tài giỏi cho làm tướng, coi quân trị dân. Bởi vậy, nước Đại Việt duy trì được sự hùng mạnh và thịnh vượng kế thừa được từ các thời trước.

#### Về phong hiệu An Nam quốc vương
Vua Lý Anh Tông là vị quân chủ đầu tiên của Việt Nam được triều đình Trung Quốc chính thức phong tước quốc vương. Tên gọi An Nam quốc (安南國) và danh hiệu An Nam quốc vương cũng bắt đầu từ đây. Tuy nhiên, về thời điểm nhận sắc phong còn mâu thuẫn giữa năm 1164 và 1174.

Theo Đại Việt sử ký toàn thư: năm 1164, Tống Hiếu Tông sai sứ sang phong ông làm An Nam quốc vương (安南國王).
Giáp Thân, [Chính Long Bảo Ứng năm thứ 2] [1164], (Tống Hưng Long năm thứ 2). Mùa xuân, tháng 3, nước Chiêm Thành sang cống. Mùa thu, tháng 7, nước to quá mức thường, lúa bị ngập hết. Nhà Tống phong đế làm An Nam Quốc Vương, đổi Giao Chỉ làm An Nam Quốc.
Sách Khâm Định Việt sử thông giám cương mục cũng chép tương tự Đại Việt sử ký toàn thư nhưng bổ sung thêm thông tin từ Nguyên sử loại biên và Việt sử tiêu án:
Giáp Thân, năm thứ 2 (1164). (Tống, năm Long Hưng thứ 2). Tống phong nhà vua làm An Nam quốc vương. Nhà Tống sách phong nhà vua làm An Nam quốc vương, đổi Giao Chỉ làm An Nam quốc.
Theo Nguyên sử loại biên, An Nam, trước đây, gọi là Giao Chỉ; Đường Cao Tông đặt làm An Nam Đô hộ phủ. Tên gọi là An Nam bắt đầu từ đấy. Tống Hiếu Tông phong Thiên Tộ là An Nam quốc vương, An Nam gọi là "nước" bắt đầu từ đó.

Sử của Ngô [Thì] Sĩ chép rằng: "Nhà Tống từ khi rút sang phía nam, mỗi khi sứ ta sang cống, vẫn giao nhận cống phẩm ở tỉnh Quảng Tây, chứ chưa từng đến kinh đô của Nam Tống bao giờ; năm này là kỳ đưa lễ cống, nhà vua đưa thư sang Tống, xin cho sứ giả đến tận cung khuyết; vua Tống ưng thuận. Lệ cũ: việc cống sính chưa lần nào đi đủ ba sứ thần; kỳ này, nhà vua dùng Trung vệ đại phu Doãn Tử Tư làm đại sứ, lại cho Thừa nghị lang Lý Bang Chính là chánh sứ, Trung dực lang Nguyễn Văn Hiến làm phó sứ. Từ người dẫn đầu đến người tùy hành đều đủ số. Khi đến nơi, vua Tống khen là có lòng thành khẩn, lại thấy nhân vật của ta ôn hòa, văn phép, áo mũ chững chạc đàng hoàng, rất lấy làm ưng ý. Vua Tống hạ chiếu cho đình thần bàn định về việc ban cho tên nước, bèn cho tên là "An Nam quốc" và gia phong nhà vua làm An Nam quốc vương."
Sách Việt sử tiêu án có ghi lại sự kiện nhà Tống phong vua làm An Nam quốc vương nhưng không ghi cụ thể năm nào. Tuy nhiên, sách có liệt kê các sự kiện xảy ra trước đó. So sánh các sự kiện đó với Đại Việt sử ký toàn thư, thì Việt sử tiêu án chỉ ra rằng năm sắc phong là 1174:
Nước Chiêm Thành đưa quân Phong Thủy vượt biển vào cướp, vua sai Tô Hiến Thành đi đánh, Chiêm Thành xin hòa, từ khi ấy trở đi phải giữ lễ phiên thần, không dám bỏ thiếu cống hiến. (Toàn thư ghi sự kiện này năm 1166 và 1167).
Sứ thần nhà Tống và sứ thần nước Kim cùng đến nước ta, Vua sai lấy lễ tiếp đãi kín, không cho hai bên gặp nhau. (1168).
Vua tập cưỡi ngựa và bắn ở phía nam thành Đại La, các quan văn võ tập các cách đánh giặc phá trận. (1170).
Vua đi tuần ngoài Hải Đảo, xem khắp hình thế núi sông, hỏi hết các điều tật, khổ trong dân gian, vẽ bản đồ và ghi chép phong tục nhân vật rồi trở về. (1171).
Từ khi Hiến Thành cầm binh quyền, việc quân cơ, việc canh biên giới có một phen chấn chỉnh lại hết. Chính sự năm Bảo Ứng với chính sử năm Đại Định, một đằng chăm chỉ, một đằng trễ nải, khác xa nhau. Kinh thi có câu: "Việc gì cũng tốt tại người", thật là đúng.
Vua sai Doãn Tử Tư sang thăm nhà Tống đưa cho 15 con voi đã dạy thuần rồi. Cuối năm Đại Định, vua Cao Tôn nhà Tống đình việc cống voi, đến lúc ấy vua Hiếu Tôn mới tức vị, đưa thư sang mua những con voi đã dạy thuần rồi, để rước khi đi tế giao, vua ta đưa cho 10 con voi làm lễ mừng tức vị, 5 con voi dâng lên để dùng khi đại lễ, làm cái lầu trên lưng voi gọi là La nga (lầu trên lưng voi) và các đồ buộc ở ngà, chân và đầu voi, trang sức bằng vàng bạc, rồi mới đem cho. Tử Tư đi đến quán Hoài Dịch, vua Tống cho dẫn kiến và hỏi han úy lạo.
Từ khi nhà Tống phải bỏ xứ Bắc qua sông sang miền Nam, thì khi sứ thần nước ta có sang chỉ đi đến Quảng Tây giao đồ cống, chứ chưa đến kinh đô, đến khi ấy Tử Tư làm Đại sứ chưa bao giờ có đủ 3 sứ thần, đến khi ấy cho Tử Tư làm Đại sứ, Lý Bang Chính làm Chánh sứ, Nguyễn Văn Hiến làm Phó sứ; người theo làm người giới thiệu đều đặt đủ; Vua Tống thấy ở xa mà đến, rất khen là trung thành, lễ tiếp đãi cũng khác hơn, và xuống chiếu gọi tên nước là An Nam quốc, cho ấn bằng vàng.

Sử thần bàn rằng: Nước ta từ đời Hùng Vương giao thông với Trung Quốc, nhưng còn chưa được có địa vị ở Minh Đường, không được chép vào sách Xuân Thu, là khinh vì nước nhỏ. Đến đời Triệu Đà ở nhà vàng, xưng Đế, nhà Hán phải phong làm Nam Việt Vương, chỉ được ví với Chư hầu ở nội địa, cũng chưa có gì nêu ra là một nước. Sau lại ngoại thuộc Hán và Đường, chia nước ra thành quận, huyện. Đến đời Đinh, Lê thì có đất riêng, mới lập thành một nước, được gia cho chức quan Kiểm hiệu Tam súy, sau tiến lên chức Quận vương; các Vua triều Lý cũng đều như thế. Đến đời vua Anh Tôn một việc bang giao, chu toàn thân mật, sai 3 sứ thần đến quan ải, giữ đủ lễ, làm cho Trung Quốc biết nước đã văn minh, Tử Tư 2 lần đi sứ, tỏ được lòng thành cung thuận, vua Tống phải khen, cho vua ta được là Chân Vương, có quốc hiệu, sau này vẫn làm theo mà không đổi khác được, đó là công vua Anh Tôn, mà Tử Tư cũng đáng là vị sứ thần. Duy có điều để chữ "An" ở trên chữ "Nam", đó là người Tống có ý ngăn ngừa nước ta. Nay muốn chính danh chỉ gọi là Nam Việt, có lẽ phải chờ đến một vị anh quân.
Theo Tống sử, quyển 488 Liệt truyện 247 Ngoại quốc tứ – Giao Chỉ, Đại Lý, năm sắc phong là 1174.
Năm thứ 9 (1173), Thiên Tộ lại sai Doãn Tử Tư (尹子思), Lý Bang Chính (李邦正) xin vào cống, hoàng đế khen lòng thành, cho phép, chiếu lệnh đón tại trạm Hoài Viễn... Năm Thuần Hy nguyên niên, tháng 2 (1174), tiến phong Thiên Tộ làm An Nam quốc vương 安南國王, gia hiệu “Thủ khiêm công thần” 守謙功臣. Năm thứ 2 (1175), ban quốc ấn An Nam 安南國印. Năm thứ 3 (1176), ban lịch ngày cho nước An Nam 安南國曆日. Sau đó, Thiên Tộ qua đời.
Tống sử quyển 34 cũng nói tương tự:
Năm Thuần Hy nguyên niên (1174) mùa xuân, tháng Giêng, ngày Ất Mùi, cấm các cửa ải vùng Hoài Tây khai thác gỗ rừng. Ngày Mậu Tuất, bãi bỏ việc thưởng cho việc mua thóc tại kho. Ngày Canh Tý, bãi bỏ quyền kiêm nhiệm của các tướng soái hai vùng Hoài. Ngày Bính Ngọ, cấm trâu cày ở hai vùng Hoài xuất cảnh. Do Giao Chỉ (交阯) vào triều cống, ban chiếu phong tên nước là An Nam (安南), phong Nam Bình vương Lý Thiên Tộ (李天祚) làm An Nam quốc vương.
Sách Việt sử lược, quyển hạ, phần Anh Tông cũng ghi năm 1174 như Tống sử:
Năm Giáp Ngọ, niên hiệu Thiên Cảm Chí Bảo nguyên niên (1174), tháng Giêng, đổi niên hiệu. Nhà Tống gọi nước Việt ta là An Nam quốc, phong vương làm Quốc vương, từ đó chính thức lập quốc hiệu.
Như vậy, dựa vào các thông tin đã liệt kê, có thể khẳng định năm nhà Tống sắc phong quốc hiệu An Nam cho nước ta là năm 1174. Đại Việt sử ký toàn thư đã chép sai về năm sắc phong. Khâm định Việt sử thông giám cương mục do dựa theo Toàn thư nên cũng chép sai năm.

#### Về việc cai trị
Năm 1150, một hoàng thân Chăm là Ung Minh Điệp (雍眀疊 Vamsaraja) sang xin vua Lý Anh Tông giúp đưa lên ngôi. Quân Đại Việt do Nguyễn Mông (阮蒙 Lý Mông) chỉ huy, đem 5.000 quân sang Chiêm Thành đại bại trước Jaya Harivarman I (Chế Bì La Bút (製皮囉筆). Vua Jaya Harivarman I sau đó dâng một người em gái (sau là thứ phi Chế Thị (制氏)) cho vua Lý Anh Tông. Vua Anh Tông nhận rồi không hỏi gì đến việc ấy nữa.
Năm 1170, vua lập Xạ Đình để tập bắn cung và cưỡi ngựa. Sau đó, vua sai các quan võ hàng ngày luyện tập phép công chiến phá trận.
Từ năm 1171 đến năm 1172, Anh Tông xa giá đi tới những vùng núi non hiểm trở trong nước, quan sát sinh hoạt của dân, rồi sai quan lại làm tập bản đồ nước Đại Việt, soạn ra cuốn sách Nam Bắc phiên giới đề. Tuy nhiên tập bản đồ đó tới nay không còn.

## Phế lập Thái tử
Hoàng tử Lý Long Xưởng (李龍昶) do hoàng hậu thân sinh, vốn là con trưởng, nên được lập làm Thái tử. Khi ấy, Anh Tông sủng ái Từ Nguyên phi, nên Hoàng hậu ghen ghét, xui Long Xưởng quyến rũ nhằm đổ tội cho Từ phi, không dè Từ phi không chịu mà bẩm báo cho Anh Tông. Anh Tông tức giận, xuống chiếu giáng tội Long Xưởng phạm lỗi tư thông với các phi tần trong cung cấm, phế truất làm Bảo Quốc vương (保國王).
Một hôm, Anh Tông gọi Tể tướng đến bảo rằng: "Thái tử là gốc lớn của nước, Long Xưởng đã làm điều trái đạo, trẫm muốn Long Trát nối giữ nghiệp lớn, nhưng nó còn nhỏ tuổi, sợ không đương nổi, nếu đợi lớn thì trẫm đã tuổi già suy yếu, biết làm thế nào?" Bấy giờ có nội nhân ẵm hoàng tử thứ 6 Lý Long Trát ra, thấy Anh Tông đội mũ, khóc đòi đội. Nhà vua chưa kịp tháo mũ đưa cho thì càng khóc to hơn. Anh Tông bèn tháo mũ đội cho, Long Trát cả cười. Anh Tông càng lấy làm lạ, ý lập Long Trát làm Thái tử bèn quyết định.
Năm 1175, mùa xuân, Anh Tông sách lập Long Trát làm Hoàng thái tử, ở Đông Cung. Phong Tô Hiến Thành làm Nhập nội kiểm hiệu Thái phó bình chương Quân quốc trọng sự, tước Vương, giúp đỡ Đông cung.

## Cuối đời
Tháng 4 năm 1175, Anh Tông se mình ốm nặng, Hoàng hậu mẹ của Bảo Quốc vương Long Xưởng xin lập lại con mình làm người kế nghiệp nhiều lần, nhưng Anh Tông không đổi ý, nói rằng: "Làm con mà không biết kính trọng đấng song thân (cha mẹ) thì làm sao làm ông vua yêu dân được ?" Sau đó, ông di chiếu cho Tô Hiến Thành giúp lập thái tử, công việc quốc gia nhất nhất tuân theo phép cũ.
Ngày Ất Tỵ, tháng 7 năm Ất Mùi (tức ngày 14 tháng 8 năm 1175), Anh Tông qua đời tại Thụy Quang điện (瑞光殿). Ông trị vì 37 năm, thọ 40 tuổi. Trước khi mất, Anh Tông dặn lại Thái tử Long Cán:
| “             | Nước ta non sông gấm vóc, người giỏi rất thiêng, châu ngọc quý báu, không gì không có. Nước khác không thể nào bì được. Hãy nên giữ gìn cẩn thận. | ” |
| — Lý Anh Tông | |   |

Thái tử Long Trát (hoặc Long Cán) mới 2 tuổi lên nối ngôi, tức là Lý Cao Tông.

## Nhận định
Nói về Lý Anh Tông, sách Đại Việt sử ký toàn thư có nhận xét sau:
| “                         | Trong việc phế lập, vua không mê hoặc lời nói của đàn bà, ký thác được người phụ chính hiền tài, có thể gọi là không thẹn với việc gánh vác. Song không phân biệt được kẻ gian tà, hình phạt không sáng suốt, cho nên trời xuống tai biến để răn, giặc cướp nổi lên, giềng mối rối loạn, không thể nói xiết. | ” |
| — Đại Việt Sử ký Toàn thư | |   |

Sau khi Anh Tông qua đời, lại có nhận xét sau:
| “                         | Anh Tông nối ngôi tuổi còn thơ ấu, việc của Đỗ Anh Vũ làm gì mà biết được, đến khi tuổi ngoại hai mươi, sai bọn Hiến Thành đem quân đi tuần nơi biên giới, lại thân đi xem khắp tình thế núi sông, muốn biết sự đau khổ của dân gian và đường đi xa gần, về mặt giữ dân giữ nước, quy mô đã thấy rõ. Lại đặt Xạ Đình, sai các quan võ hàng ngày luyện tập phép đánh trận, về mặt sửa binh giảng võ, mưu lược đã thấy rõ. Thái tử Long Xưởng có tội thì phế đi mà lập Long Trát làm thái tử, cho ở Đông cung, để lòng người có chỗ gắn bó. Đến khi ốm nặng, hoàng hậu xin lập lại Long Xưởng, thì lấy lễ nghĩa mà bác bẻ, không mê hoặc lời nói của đàn bà, lại cố gượng gọi Hiến Thành nhận di chiếu giúp thái tử quyền nhiếp chính sự, phó thác được người giỏi để phòng lo sau, rốt cuộc mưu phế lập của thái hậu không thể làm được, trên yên dưới thuận, không phải là sức của Anh Tông sao? Còn như Cao Tông không phải là người hiền thì ngay lúc bấy giờ đã biết trước thế nào được? Vua chỉ thuận theo lẽ phải mà làm thôi. | ” |
| — Đại Việt Sử ký Toàn thư | |   |

## Gia quyến
- Thân Phụ: Lý Thần Tông.
- Thân Mẫu: Linh Chiếu Hoàng hậu Lê thị (靈詔皇后黎氏),dòng dõi vua Lê Đại Hành, sơ phong Cảm Thánh Phu nhân (感聖夫人).

### Hậu Cung
| STT | Danh hiệu                       | Tên                   | Sinh mất | Ghi chú |
| --- | ------------------------------- | --------------------- | -------- | --- |
| 1   | Chiêu Linh Hoàng hậu (昭灵皇后) | Vũ Thị (武氏)         |          | Bà là mẹ của phế thái tử Lý Long Xưởng,từng mưu giành lại ngôi cho con nhưng thất bại rồi bị giam lỏng trong cung u uất đến khi qua đời. Thụy hiệu của bà không được đề cập trong chính sử |
| 2   | Linh Đạo Hoàng Hậu (灵道皇后)   | Đỗ Thụy Châu (杜瑞珠) | ?-1190   | Bà sinh hạ Lý Long Cán, tức là vua Lý Cao Tông. |
| 3   | Nguyên Phi                      | Từ Thị (徐氏)         |          | Vũ Hoàng hậu ghen với Từ thị được sủng nên sai Lý Long Xưởng quyến rũ nhưng Từ thị tố cáo lên Anh Tông khiến Long Xưởng bị phế ngôi thái tử.                                               |
| 4   | Thần Phi                        | Bùi Chiêu Dương       |          | |
| 5   | Quý Phi                         | Hoàng Ngân Hoa        |          | |
| 6   | Đức Phi                         | Đỗ Kim Hằng           |          | |
| 7   | Hiền phi                        | Lê Mỹ Nga             |          | Thân mẫu của Hoa Sơn Tướng quân Lý Long Tường. |
| 8   | Thứ phi                         | Ngô Ngọc Anh          |          | |
| 9   | Thứ phi                         | Chế Thị (制氏)        |          | Bà là em gái của vua Jaya Harivarman I nước Chiêm Thành |

### Hậu Duệ
- Giả thuyết về hậu duệ của  vua Lý Anh Tông qua Đại Việt Sử Lược và Trần tộc vạn thế ngọc phả.
  - Đại Việt sử lược ghi nhận Lý Anh Tông có ít nhất 6 người con, nhưng chỉ đề cập tới 3 người:[3]
    - Bảo Quốc vương Lý Long Xưởng (保國王李龍昶 1151 - 1181), con Chiêu Linh Hoàng hậu Vũ thị.
    - Lý Cao Tông, tên gọi Long Cán (龍翰), mẹ là Linh Đạo Hoàng hậu, được xác định là con trai thứ 6.
    - Lý Nguyên vương (李元王 ?-1221), không rõ tên thật, được Trần Tự Khánh đưa lên.

  - Theo "Trần tộc vạn thế ngọc phả", Anh Tông có bảy người con trai, nhưng lại không đề cập tới Lý Nguyên vương:[25]
    - Bảo Quốc vương Lý Long Xưởng (保國王李龍昶 1151 - 1181), mẹ là Chiêu Linh Hoàng hậu Vũ thị.
    - Kiến Ninh vương Lý Long Minh (建寧王李龍明 1152 - 1175), mẹ là Thần phi Bùi Chiêu Dương. Tước phong Kiểm hiệu Thái sư, Thượng trụ quốc, Khai phủ Nghị đồng tam tư, Trung vũ quân Tiết độ sứ, lĩnh Đại Đô đốc.
    - Kiến Tĩnh vương Lý Long Hoa (建靖王李龍華 1152 - 1175), mẹ là Quý phi Hoàng Ngân Hoa. Tước phong Dao thụ Thái bảo, Khu mật viện sứ, Thượng thư Tả Bộc xạ, Phụ quốc Thượng tướng quân, Long thành Tiết độ sứ.
    - Kiến An vương Lý Long Đức (建安王李龍德 1153 - 1175), mẹ là Thần phi Bùi Chiêu Dương. Tước phong Đặc tiến Thiếu sư, Khu mật viện sứ, Thượng thư tả thừa, Trấn Nam Tiết độ sứ, Thượng thư lệnh, Tả kim ngô Thượng tướng, Tổng lĩnh Thiên tử binh.
    - Kiến Khang vương Lý Long Ích (建康王李龍益 1167 - 1212), mẹ là Đức phi Đỗ Kim Hằng. Chức tước: Dao thụ Thái phó, Trấn Nam Tiết độ sứ, Thượng thư tả thừa.
    - Lý Cao Tông, tên gọi Long Cán (龍翰), mẹ là Linh Đạo Hoàng hậu Đỗ Thụy Châu.
    - Kiến Bình vương Lý Long Tường (建平王李龍祥), mẹ là Hiền phi Lê Mỹ Nga. Tước phong: Thái sư Thượng trụ quốc, Khai phủ Nghị đồng tam tư, Thượng thư Tả Bộc xạ, lĩnh Đại Đô đốc. Tới năm 1226 thời Trần Thái Tông, Lý Long Tường cùng gia quyến sang Cao Ly tị nạn và trở thành ông tổ họ Lý gốc Việt ở Triều Tiên.

| STT | Danh hiệu                 | Tên húy                | Sinh mất  | Mẹ                              | Ghi chú |
| --- | ------------------------- | ---------------------- | --------- | ------------------------------- | --- |
| 1   | Bảo Quốc vương (保國王)   | Lý Long Xưởng (李龍昶) | 1151-?    | Chiêu Linh Hoàng hậu Vũ thị     | Ngay sau khi chào đời, ông được vua cha phong tước Hiển Trung vương rồi lập Đông cung thái tử, chuẩn bị sẳn ngôi kế vị. Năm Giáp Ngọ, cung phi của Lý Anh Tông là Từ thị tố cáo chuyện Thái tử quyến rũ mình và có ý bất chính. Anh Tông đã rất giận dữ và ông quyết định phế ngôi Thái tử của Long Xưởng. Ngay sau đó ông bị phế làm thứ nhân với tước hiệu Bảo Quốc Vương (保國王) và bị bắt giam một thời gian. |
| 2   | Kiến Ninh vương (建寧王)  | Lý Long Minh (李龍明)  | 1152-1175 | Thần phi Bùi Chiêu Dương        | Tước phong Kiểm hiệu Thái sư, Thượng trụ quốc, Khai phủ Nghị đồng tam tư, Trung vũ quân Tiết độ sứ, lĩnh Đại Đô đốc. |
| 3   | Kiến Tĩnh vương (建靖王)  | Lý Long Hoa (李龍華)   | 1152-1175 | Quý phi Hoàng Ngân Hoa          | Tước phong Dao thụ Thái bảo, Khu mật viện sứ, Thượng thư Tả Bộc xạ, Phụ quốc Thượng tướng quân, Long thành Tiết độ sứ. |
| 4   | Kiến An vương (建安王)    | Lý Long Đức (李龍德)   | 1153-1175 | Thần phi Bùi Chiêu Dương        | Tước phong Đặc tiến Thiếu sư, Khu mật viện sứ, Thượng thư tả thừa, Trấn Nam Tiết độ sứ, Thượng thư lệnh, Tả kim ngô Thượng tướng, Tổng lĩnh Thiên tử binh. |
| 5   | Kiến Khang vương (建康王) | Lý Long Ích (李龍益)   | 1167-1212 | Đức phi Đỗ Kim Hằng             | Chức tước: Dao thụ Thái phó, Trấn Nam Tiết độ sứ, Thượng thư tả thừa. |
| 6   | Lý Cao Tông (李高宗)      | Lý Long Cán (李龍翰)   | 1173-1210 | Linh Đạo Hoàng hậu Đỗ Thụy Châu | Kế vị Anh Tông trở thành vị vua thứ 7 của triều Lý. |
| 7   | Kiến Bình vương (建平王)  | Lý Long Tường (李龍祥) | 1174-?    | Hiền phi Lê Mỹ Nga              | Thái sư Thượng trụ quốc, Khai phủ Nghị đồng tam tư, Thượng thư Tả Bộc xạ, lĩnh Đại Đô đốc. Tới năm 1226, Lý Long Tường cùng gia quyến sang Cao Ly tị nạn và trở thành ông tổ họ Lý gốc Việt ở Triều Tiên. |